# Novosad
Novosad (in ungherese Bodzásújlak) è un comune della Slovacchia facente parte del distretto di Trebišov, nella regione di Košice.